# آرثر شابن
آرثر شابن هو محامي وسياسي أمريكي، ولد في 17 نوفمبر 1868 في شيكوبي في الولايات المتحدة، وتوفي في 20 مارس 1943 في هوليوك في الولايات المتحدة. نشط حزبياً في الحزب الجمهوري.